# Перкинское сельское поселение
Перкинское сельское поселение — муниципальное образование (сельское поселение) в Спасском районе Рязанской области.
Административный центр — село Перкино.

## История
Перкинское сельское поселение образовано в 2006 г.

## Население
| 2010  | 2012  | 2013  | 2014  | 2015  | 2016  | 2017  |
| ----- | ----- | ----- | ----- | ----- | ----- | ----- |
| 1506  | ↘1483 | ↗1502 | ↘1494 | ↘1475 | ↘1463 | →1463 |
| 2018  | 2019  | 2020  | 2021  |       |       |       |
| ↘1436 | ↗1437 | ↗1441 | ↘1102 |       |       |       |

## Состав сельского поселения
| №  | Населённый пункт        | Тип населённого пункта       | Население |
| -- | ----------------------- | ---------------------------- | --------- |
| 1  | Добрый Сот              | село                         | ↘224      |
| 2  | Ерофеевская Слобода     | деревня                      | ↘22       |
| 3  | Каменка                 | деревня                      | ↘32       |
| 4  | Маяк                    | посёлок                      | 11        |
| 5  | Огородниково            | село                         | ↘670      |
| 6  | Огородниковские Выселки | посёлок                      | 4         |
| 7  | Острая Лука             | деревня                      | ↘56       |
| 8  | Перкино                 | село, административный центр | ↘472      |
| 9  | Пески                   | посёлок                      | 2         |
| 10 | Степановка              | село                         | ↘13       |